# Noorpur Thal
Noorpur Thal é uma cidade do Paquistão localizada na província de Punjab.